# Burial (nhạc sĩ)
William Bevan, được biết với nghệ danh Burial là một nghệ sĩ thu âm nhạc điện tử đến từ London, Anh. Âm nhạc của anh chứa đựng các yếu tố của dubstep, 2-step garage, ambient và nhạc house. Album đầu tay cùng tên của anh ra mắt năm 2006 đã nhận được sự khen ngợi của các nhà phê bình. Tạp chí The Wire đã ghi nhận album là album xuất sắc nhất của năm 2006, đồng thời album cũng đạt được vị trí số 5 trên danh sách Album của năm của Mixmag, và số 18 trên danh sách của The Observer Music Monthly. Album thứ hai của Burial, Untrue, cũng giành được sự đón nhận của giới phê bình và là album có điểm đánh giá cao thứ hai của năm 2007, dựa trên trang web tổng hợp phê bình Metacritic. Vào 22 tháng 7 năm 2008, Burial được đề cử Giải Âm nhạc Mercury năm 2008, nhưng lại thất bại về tay ban nhạc Elbow.

## Danh sách đĩa hát
- Burial (2006)
- Untrue (2007)